# Mazama nan
El mazama nan (Mazama chunyi) és una espècie d'artiodàctil de la família dels cèrvids. Viu al nord de Bolívia i al sud del Perú, per bé que algunes fonts han comunicat la seva presència a la cordillera de Vilcamba i a Machu Picchu.
És un animal de pelatge marró vermellós, amb el pit i el coll de color gris fosc. Té el musell curt i estret, i pesa aproximadament uns onze quilograms. Es considera que és una espècie vulnerable, en tant que un 40% del seu hàbitat està degradat o fragmentat.